# Anteliaster australis
Anteliaster australis är en sjöstjärneart som beskrevs av Fisher 1940. Anteliaster australis ingår i släktet Anteliaster och familjen Pedicellasteridae. Inga underarter finns listade i Catalogue of Life.